# Albertsdóttir
Albertsdóttir ist ein isländischer Name.

## Bedeutung
Der Name ist ein Patronym und bedeutet Alberts Tochter. Die männliche Entsprechung ist Albertsson (Alberts Sohn).

## Namensträger
- Arna Albertsdóttir (* 1990), isländische Handbikerin
- Agla María Albertsdóttir (* 1999), isländische Fußballspielerin
- Eva Ásrún Albertsdóttir (* 1959), isländische Sängerin
- Perla Ruth Albertsdóttir (* 1996), isländische Handballspielerin